# Epigamie
Epigamie (altgriechisch ἐπιγαμία) bezeichnet das durch Vertrag gesicherte Recht zur Eheschließung von Bürgern verschiedener Staaten im antiken Griechenland.
Die Epigamie war Voraussetzung für die Eheschließung, die durch einen Vertrag zwischen dem Bräutigam und dem Vater oder dem Kyrios (κύριος ‚Gewalthaber‘) der Braut begründet wurde, wenn die Eheschließenden nicht Bürger desselben Staates waren.
Grundsätzlich war die Ehe zwischen Bürgern verschiedener Staaten nicht erlaubt. Das Epigamiegesetz von 451 vor Chr. in Athen forderte für die Ehe das Vollbürgerrecht beider Parteien. So hatten in Athen auch Metöken nicht das Recht, Athener zu heiraten. So galt etwa die Ehe von Aspasia und Perikles nach attischem Recht als illegitim, da es zwischen Milet und Athen keine Epigamie gab.
Andererseits erlaubte Athen im 5. Jahrhundert v. Chr. die Heirat mit Bürgern der Poleis auf Euböa. Es gab auch – wohl aus bestimmten Anlässen – ausdrückliche Verbote der Epigamie, so zwischen den attischen Demen der Pallenäer und Hagnusier und zwischen Andros und Paros.
Das Recht, das den Bürgern eines Staates gestattete, sich mit einer Frau aus dem jeweils anderen Staat zu verheiraten bzw. eine Tochter an einen Bürger des anderen Staates zu verheiraten, wurde in zwischenstaatlichen Verträgen vereinbart. Darin lag in der Regel eine besondere Gunst, die angesehenere Staaten gewährten; die Gegenseitigkeit trat dann von selbst ein. Insbesondere in hellenistischer Zeit gehörten die Epigamie und die Enktesis (das Recht zum Grundstückserwerb im Inland, das auch Nichtbürgern verliehen werden konnte) zu den wichtigsten Vertragsbestimmungen bei zwischenstaatlichen Bündnissen. Ein Beispiel ist der Grenz-, Isopolitie- und Bündnisvertrag zwischen Aitolischem und Akarnanischem Bund 263/62 v. Chr.